# تطهير (أرسطو)

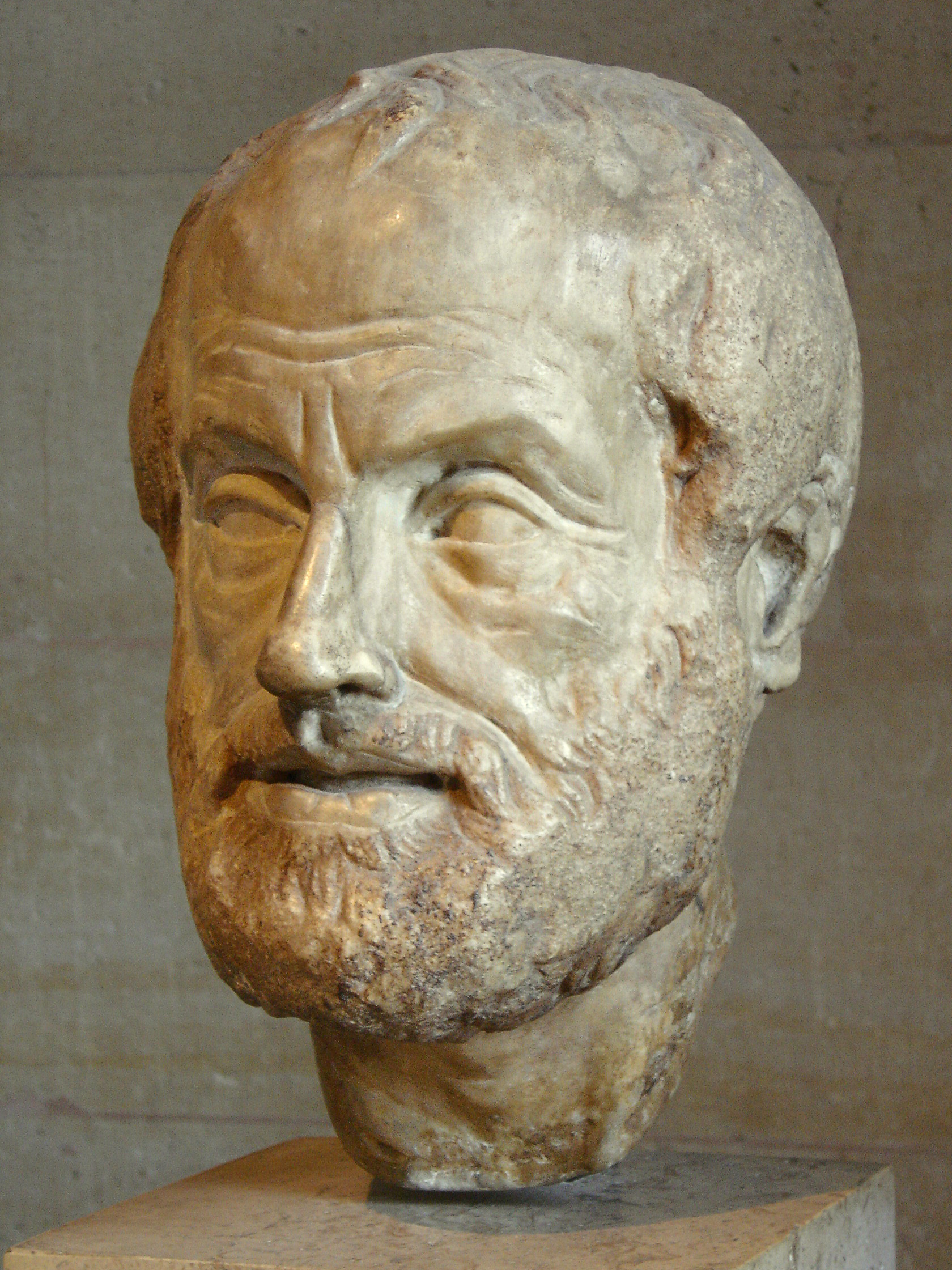
رأس منحوت لارسطو

يشير مصطلح التطهير أو التطهير العقلي أو التنفيس أو التنفيس الوجداني  (بالإنجليزية: Catharsis، المشتقة من الكلمة اليونانية κάθαρσις، وتعني «تنقية»، أو «تطهير»، أو «تنفيس») في سياق فلسفة أرسطو إلى التنفيس عن العواطف وتهذيبها (لا سيما عاطفتي الشفقة والخوف) عن طريق الفن أو أي تغير حاد في العاطفة يؤول إلى تطهير النفس من العواطف الزائدة وتجددها وإصلاحها. ذُكر مصطلح التطهير مجازًا في كتاب فن الشعر لأرسطو الذي قارن فيه تأثير المأساة في عقل المتفرج بتأثير التطهير في الجسد.

## الاستعمالات الدرامية
التطهير مصطلح في الفن الدرامي يصف تأثير المأساة (أو الكوميديا وعدة أشكال أخرى من الفن) في الجمهور (إلا أن البعض يرى أنه يصف تأثيرها في الشخصيات الدرامية أيضًا). لم يفسر أرسطو معنى كلمة Catharsis التي استعان بها في تعريف المأساة في كتاب فن الشعر. يرى جيرالد إلزه أن الترجمة التقليدية الشائعة لكلمة Catharsis إلى «التطهير» أو «التنقية» لا تقوم على أساس ما ورد في نصوص كتاب فن الشعر لأرسطو، بل إنها مُستنبطة من استعمال نفس المصطلح في سياقات أخرى قد تكون متعلقة بأرسطو أو غير متعلقة به. ومن هذا المنطلق، ظهرت عدة تفسيرات مختلفة لهذا المصطلح. يُناقش هذا المصطلح عادةً بالموازاة مع مصطلح Anagnorisis (يعني حرفيًا: الإدراك، وهو مصطلح يوناني يصف حالة الشخصية الدرامية عندما تكتشف اكتشافًا خطيرًا).
قدم المترجم دونالد ويليام لوكاس تفسيرًا شاملًا يغطي ظلال المعاني المتأصلة في معنى كلمة Catharsis في مُلحق عنوانه «الشفقة والخوف والتطهير» في الطبعة الموثوقة من كتاب فن الشعر. أقر لوكاس بجواز استخدام هذا المصطلح لوصف بعض جوانب «التنقية، والتطهير، والتنفيس العقلي»، وذلك رغم أن طريقة تناوله لتلك المصطلحات مختلفة بعض الشيء عن طرق الباحثين الأكثر شهرة. بعبارة أدق، اعتمد لوكاس في تفسيره على مبدأ سوائل الجسم الأربعة اليوناني الذي لم يحظ بتأييد واسع. ما يزال مفهوم التنفيس الوجداني بمعنى التطهير والتنقية قائمًا حتى هذه اللحظة كما كان حاله منذ عدة قرون طويلة. ولكن مع بداية القرن العشرين، أضحى استخدام هذا المصطلح للتعبير عن «التنفيس العقلي» أمرًا شائعًا لوصف تأثير التنفيس الوجداني على كل فرد في الجمهور.

### التطهير والتنقية
في الأعمال السابقة لكتاب فن الشعر، استخدم أرسطو مصطلح catharsis بمعناه الطبي الحرفي (الذي يشير عادةً إلى خروج سائل الحيض (katamenia) أو أي مادة تناسلية أخرى). أما في فن الشعر، ذكر أرسطو مصطلح التطهير على سبيل الاستعارة.

لهذا السبب، رفض فرانك لورنس لوكاس استخدام كلمة التنقية أو التنظيف لترجمة كلمة catharsis، ويقترح بدلًا من ذلك الاستعانة بكلمة التطهير في مقولته: «إنها الروح البشرية التي تتطهر من عواطفها الزائدة». أما جيرالد إلزه فقد وضع الحجة المضادة التالية لنظرية «التطهير»:
«تفترض تلك النظرية مسبقًا أننا نواجه المأساة الدرامية كمرضى يحتاجون للعلاج، ثم تُشفى عللهم ويرتاحون ويستعيدون صحتهم النفسية. ولكن لا توجد كلمة واحدة في كتاب فن الشعر تدعم تلك الفرضية، ولا أي دلالة على شفاء الحالات المرضية أو تحسنها عقب نهاية الفقرة الدرامية. بل، على نقيض ذلك، يفترض أرسطو مسبقًا أن المستمع في حالة ذهنية ووجدانية طبيعية، وأنه يخوض تجربة عاطفية طبيعية».
تفادى إفرايم ليسينغ (1729–1781) الإسناد الطبي لمصطلح catharsis، وفسره على أنه يعني التنقية (بالألمانية: Reinigung)، وهي تجربة تضع عاطفتي الشفقة والخوف في موازينهما الصحيحة. وضح ليسينغ ذلك في قوله: «في الحياة الواقعية، يدمن الناس عاطفتي الشفقة أو الخوف أحيانًا، ويعزفون عنها أحيانًا أخرى. بينما تعيد المأساة عاطفتي الشفقة والخوف إلى نصابهما الصحيح». إذًا فالمأساة غرضها التقويم. فمن خلال المأساة يدرك الجمهور الحدود الطبيعية لتلك العواطف.

### التنفيس العقلي
في القرن العشرين، حصل تغير في النموذج الفكري الذي يحكم كيفية تفسير مصطلح التنفيس الوجداني بفضل عدد من الباحثين الذين دعموا الحجة المؤيدة لمفهوم التنفيس العقلي. تتماشى تلك النظرية (بخلاف النظريات الأخرى) مع حجة أرسطو في الفصل الرابع في كتاب فن الشعر القائلة بأن متعة المحاكاة الأساسية هي المتعة العقلية المُستمدة من «التعلم والاستدلال».
من المعروف لدى الباحثين بصفة عامة أن نظرية أرسطو بشأن المحاكاة والتطهير هي رد فعل لرؤية أفلاطون السلبية تجاه تأثير المحاكاة الفنية في الجمهور. يرى أفلاطون أن أكثر أنواع المحاكاة شيوعًا مصممة لإثارة مشاعر عنيفة بداخل الجمهور مثل الشفقة، والخوف، والسخرية، وهو الأمر الذي يبطل التحكم العقلاني الذي يميز أرقى مستويات الإنسانية، ويفضي بنا إلى التمرغ في الإفراط في العاطفة والشغف بشكل غير مقبول. أما مفهوم التنفيس الوجداني بكل المعاني المُسندة إليه يناقض رؤية أفلاطون من خلال تقديم آلية للتحكم العقلاني في المشاعر غير العقلانية. يتفق معظم الباحثين على أن جميع التفسيرات الشائعة لمصطلحات التنفيس الوجداني، والتطهير، والتنقية، والتنفيس تمثل عملية هوميوباثية تحقق فيها عاطفتي الشفقة والخوف تطهير النفس من العواطف مثل هاتين العاطفتين بعينهما.

### تحليل أدبي للتطهير
يضم التحليل التالي الذي قام به إريك دودز (الموجه إلى شخصية أوديب في المسرحية المأساوية الأرسطوية أوديب ملكًا) جميع التفسيرات الثلاثة لمصطلح catharsis المذكورة سابقًا، ألا وهي التطهير، والتنقية، والتنفيس العقلي:
«ما يذهلنا حقًا هو مشهد الرجل الحر ذو الدوافع السامية الذي أدت به سلسلة من الأفعال إلى دماره. كان بإمكان أوديب أن يترك الوباء يعث فسادًا في بلده؛ ولكن شفقته على رعاياه اضطرته إلى طلب النصح من وسيط دلفي الروحي، بيثيا. وعندما وصلته الأنباء من أبولو، كان بإمكانه أن يتغاضى عن التحقيق في أمر مقتل الملك لايوس، ولكن إحساسه بالتقوى وولاءه للعدالة ألزماه بالتصرف. لم يكن لزامًا على أوديب أن يرغم راعي الماشية على أن يفصح عن الحقيقة؛ ولكن عدم رضاه عن الكذب جعلته يمزق آخر غشاء بينه وبين الوهم الذي عاش فيه طيلة حياته. حاول كلٌ من ترسياس وجوكاستا وراعي الماشية أن يوقفوه ولكن بلا جدوى؛ لم يكن أمامه خيار سوى أن يحل آخر لغز، لغز حياته بعينها. لم يكن «القدر» أو «الآلهة» سبب دمار أوديب – إذ لم ترغم بيثيا أوديب على اكتشاف الحقيقة بنفسه – ولم يكن ضعفه سببًا في ذلك أيضًا؛ إنما كانت قوته وشجاعته وإخلاصه لطيبة وشعبها وولاءه للحقيقة سبب دماره».

### محاولات تقويض التنفيس الوجداني
ظهرت عدة محاولات متعمدة لإجهاض تأثير التنفيس الوجداني على المسرح، لدوافع سياسية أو جمالية. على سبيل المثال، وصف برتولت بريشت التنفيس الوجداني بأنه مادة مبتذلة من أجل جمهور المسرح البرجوازي، ولذا عزم على تأليف مسرحيات درامية تترك العديد من المشاعر تحوم في وجدان الجمهور دون التنفيس عنها، وذلك بهدف تحريض الجمهور على النشاط الاجتماعي. وبعدها ربط بريشت مفهوم التنفيس الوجداني بالمتفرج نفسه، ما يعني التصاق المشاهد بالأفعال والشخصيات الدرامية بصفة تامة. رجح بريشت أن غياب النهاية المسرحية التي تحفز التنفيس الوجداني من شأنه أن يحرض الجمهور على النشاط السياسي في العالم الواقعي من أجل ملء الفراغ العاطفي الذي شعروا به بالنيابة عن شخصية المسرح. يتجلى هذا الأسلوب في مسرحية البروباغاندا التحريضية التي ألفها بريشت بعنوان «القرار» أو «الإجراءات المُتخذة»، وهي تُعد مصدر إلهام لاختراع المسرح الملحمي الذي يعتمد على تأثير التباعد (Verfremdungseffekt) بين المشاهد ووصف الشخصيات. 